# Boana tepuiana
Boana tepuiana é uma espécie de anfíbio da família Hylidae. Pode ser encontrada na Venezuela e no Brasil (no estado de Roraima).